# Idioctis talofa
Idioctis talofa là một loài nhện trong họ Barychelidae. Loài này phân bố ờ Samoa.